# そば屋梅吉捕物帳
『そば屋梅吉捕物帳』（そばやうめきちとりものちょう）は、1979年（昭和54年）9月26日から1980年（昭和55年）3月26日に東京12チャンネルで放送された時代劇。中村梅之助主演。全26回。

## 概要
1977年の『達磨大助事件帳』（テレビ朝日系）以来、『若さま侍捕物帳』（テレビ朝日系、主演：田村正和）、『伝七捕物帳（テレビ朝日版）』と、国際放映は前進座とタッグを組んで梅之助出演のテレビ時代劇を送り出したが、レギュラーシリーズとしては本作が最後となった。「捕物帳」と銘打っているが、中村梅之助演じる梅吉は、着流し姿で秘密裏に悪人たちを闇に葬る。また、伝七同様、梅之助が「北町奉行・遠山左衛門尉景元（金さん）」との二役を見せる。

## あらすじ
元町奉行所の同心で、今はそば屋の梅吉が、3人の仲間と共に悪人を斬り捨てる物語

## キャスト
- 梅吉（梅村源之丞） / 遠山左衛門尉景元（二役）…中村梅之助
- 粂次…志垣太郎
- 弥之助…松山政路
- おけい…宝蔵寺三千代
- お美和…山本みどり
- 小えん…和田幾子
- おきん…浅利香津代
- まむしの源次郎…浅香春彦
- 五郎蔵…人見きよし
- 長太…鈴木慎
- 小三郎…松田洋治
- 鳥居甲斐守…南原宏治

## スタッフ
- プロデューサー：神山安平（東京12チャンネル）、神谷吉彦（国際放映）、鈴木潔（前進座）
- 制作担当：江津兵太（東京12チャンネル）、駒井憲二、戸井公平
- 脚本：放映リスト参照
- 監督：放映リスト参照
- 音楽：土橋啓二
- 殺陣：山口博義
- 現像：東京現像所
- 資料提供・技術指導：野川康昌、新島繁、鈴木啓之
- 協力：日本麺類業組合連合会
- 制作協力：前進座
- 制作：東京12チャンネル、国際放映

## 放映リスト（サブタイトルリスト）
| 話数 | 放送日         | サブタイトル       | 脚本     | 監督       | 主なゲスト |
| ---- | -------------- | ------------------ | -------- | ---------- | --- |
| 1    | 1979年 9月26日 | 闇を斬る江戸の月   | 東條正年 | 小野田嘉幹 | 桜木健一（渡辺大四郎）、田崎潤（長沼）、外山高士（国清）、津山登志子（美沙）、丸山持久（宇津木）、弘松三郎（大林）、片岡欣弥（寅吉）、松田章（丑蔵） |
| 2    | 10月3日        | 花の吉原遊女の悲恋 | 山浦弘靖 | 倉田準二   | 武原英子（お涼）、江木俊夫（巳之吉）、神田隆（木曽屋）、市川祥之助（富沢大和守）、小島三児（棟梁）、天草四郎（八兵衛）、斉川一夫（車善七）、坂東太三郎（御隠居） |
| 3    | 10月10日       | 男一匹八百八町     | 内田弘三 | 太田昭和   | 栗田ひろみ（お加代）、長塚京三（友吉）、山田吾一（藤太郎）、江見俊太郎（神田主膳）、山口奈美（つま吉）、根本嘉也（大黒屋）、東龍明（権次）、片岡五郎（倉田） |
| 4    | 10月17日       | 裏街道を翔ぶ男達   | 七條門   | 太田昭和   | 寺田農（三浦外記）、赤座美代子（萩乃）、永井秀明（堀田摂津守）、松山照夫（才三）、北九州男（聖天の大八）、猪野剛太郎（佐田喜兵衛）、保科三良（浮田左馬次）、堀田秀康（竹之助）、佐藤了一（彦坂甚九郎）                                                                                             |
| 5    | 10月24日       | 夜空に消えた父娘星 | 土橋成男 | 倉田準二   | 松村達雄（辰五郎）、沢本忠雄（伊助）、北林早苗（おいと）、北原義郎（浜村蔵人）、高城淳一（遠州屋）、真木恭介（備前屋）、梅津栄（酔漢）、守屋俊志（儀十）、湊俊一（松平和泉守） |
| 6    | 10月31日       | 大奥に潜む黒い影   | 櫻井康裕 | 小野田嘉幹 | 鈴鹿景子（小雪・お絹＝二役）、新橋耐子（御中臈藤川）、森幹太（相州屋）、水城蘭子（おふさ）、山本昌平（平戸屋） |
| 7    | 11月7日        | 情無用の帰り船     | 高際和雄 | 井上昭     | 佐藤オリエ（彩）、原田大二郎（征一郎）、勝部演之（越後屋）、久富惟晴（坂崎主水）、出光元（留吉）、長谷川弘（百目鬼主馬） |
| 8    | 11月14日       | 草笛に泣く流れ星   | 山浦弘靖 | 倉田準二   | 若原瞳（小袖）、汐路章（岩田屋）、近藤宏（大伴主膳）、穂高稔（三好）、大前均（笠岡）、二瓶秀雄（榊原）、上田耕一（西本）、若原初子（出会茶屋の女将）、三上瓔子（女中） |
| 9    | 11月21日       | 遠山桜も男泣き     | 中村努   | 井上昭     | 頭師佳孝（小六）、鈴木瑞穂（仙造）、山岡徹也（福島屋）、鈴木輝江（なほ）、八名信夫（加納又十郎）、吉田柳児（日向屋） |
| 10   | 11月28日       | おんな狩り         | 内田弘三 | 山田達雄   | 中尾彬（大場又十郎）、紀比呂子（お菊）、宮本曠二朗（吾紅屋）、日恵野晃（大和屋）、三田村賢二（伊三郎）、早川研吉（大和屋番頭）、入江正徳（向井将監）、徳弘夏生（留造）、小緑淳子（お松）、山下啓介（辰吉）                                                                                         |
| 11   | 12月5日        | 血を誘う能面の女   | 佐藤繁子 | 小野田嘉幹 | 佐々木剛（信次郎）、香野百合子（おのぶ）、原良子（高姫）、船戸順（兵藤）、玉村駿太郎（備前屋）、松本敏男（荒木）、原田千枝子（侍女）、高崎容子（若侍）、林由紀子（花魁）、乃母一平（そば屋の客）                                                                                                   |
| 12   | 12月12日       | 炎と燃える十手花   | 加瀬高之 | 山崎大助   | 佐野浅夫（村井源兵衛）、池波志乃（おなみ）、江幡高志（榊主膳）、陶隆司（信濃屋）、灰地順（堀田日向守）、矢田稔（大滝）、長島隆一（堺屋）、田中世津子（お鈴）、八木隆（仙場）、山口護（竹造）、情野一郎（三次）、小宮山玉樹（留吉）                                                                 |
| 13   | 12月19日       | 涙雨殺し人別帳     | 櫻井康裕 | 小野田嘉幹 | 川地民夫（白戸の佐平次）、小栗一也（巽の喜兵衛）、児島美ゆき（娼婦）、川辺久造（日野屋）、塚本信夫（伊豆屋）、柿崎澄子（お春）、堀田真三（佐々兼蔵）、五月晴子（長屋のおかみ）、金親保雄（相馬屋）                                                                                                 |
| 14   | 12月26日       | 黒い十手に悪の華   | 東條正年 | 倉田準二   | 村松英子（千代）、久保明（土井源造）、睦五朗（御側用人西岡）、二瓶正也（番頭伊助）、吉岡祐一（佐吉）、浜田東一郎（たれこみ屋辰三）、岩城力也（和泉屋）、霧島八千代（あき）、奥野匡（若年寄稲葉）、代志住正（越後屋）、市村昌治（仁蔵）、冷泉公裕（吉松）、佐光久美（ゆき）                         |
| 15   | 1980年 1月9日  | 遠山桜を狙う奴     | 土橋成男 | 山田達雄   | 珠めぐみ（八重）、工藤堅太郎（岡村隼人）、郡司良（松翁）、東大二朗（伊勢屋）、出光元（留吉）、松村彦次郎（森下久蔵）、南裕輔（津田主水正）、鈴木和夫（仙波陣十郎）、長沢大（利助）、真弓田一夫（近江屋）                                                                                           |
| 16   | 1月16日        | 浅間の煙よ男の命   | 山浦弘靖 | 小野田嘉幹 | 織田あきら（浅太郎）、田口計（室伏）、小野進也（原田秀之進）、田村貫（島岡）、村田みゆき（志乃）、津田恵一（学者）、辻善人（大工）、石光豊（虚無僧）、大後守（飴売り） |
| 17   | 1月23日        | 涙で濡らす雪牡丹   | 佐藤繁子 | 山崎大助   | 目黒祐樹（梅津又兵衛）、野平ゆき（おりん）、北相馬宏（瀬川）、市川好朗（酒井）、根岸一正（生沼）、徳弘夏生（野村）、大川泉（北見）、望月美江（おぶん）、中里綾子（若い妓） |
| 18   | 1月30日        | 地蔵も泣いた風車   | 東條正年 | 山崎大助   | 藤巻潤（佐川吉右衛門）、大久保正信（口入れ屋辰三）、小野川公三郎（平助）、樋浦勉（西村）、高杉玄（猪蔵）、西村淳二（多吉）、森章二（熊吉）、西川敬三郎（鹿島屋）、元山裕隆（寅次）、山田光子（みよ）、清水康晴（一太郎）                                                                           |
| 19   | 2月6日         | 江戸を走る影法師   | 七條門   | 山田達雄   | 大友柳太朗（尾形陣五郎）、小林昭二（弁造）、石田信之（綱之助）、荒木將久（野見山蔵人）、浜伸二（生首丹左）、ひろみどり（おくみ）、湊俊一（加賀爪右京亮）、夏海千佳子（おつや） |
| 20   | 2月13日        | 闇に笑うけしの花   | 山浦弘靖 | 山崎大助   | 藤村有弘（望月平九郎）、長内美那子（志乃）、北上彌太朗（坂崎采女）、島田順司（宮本由之進）、幸田宗丸（越前屋）、出光元（留吉）、西田昭市（岡部）、小笠原弘（西脇） |
| 21   | 2月20日        | 怨み節を弾く女     | 山浦弘靖 | 山田達雄   | 葉山葉子（茜）、草薙幸二郎（服部典膳）、石田英二（相模屋茂兵衛）、綾川香（吉村左近）、弘松三郎（茜の父）、上野綾子（茜の母） |
| 22   | 2月27日        | 冥土へ走る黄金船   | 加瀬高之 | 山崎大助   | 村地弘美（おいね）、佐藤仁哉（多吉）、三谷昇（松造）、土方弘（作兵衛）、石橋雅史（桑田）、町田祥子（おぬい）、池内彦祥（棟梁）、小島光貴（久六）、熊谷卓三（河内屋主人）、尾崎八重（河内屋内儀）                                                                                                   |
| 23   | 3月5日         | 影の軍団夜を飛ぶ   | 東條正年 | 山崎大助   | 風間杜夫（同心田口）、木村弓美（千沙）、村上冬樹（若年寄高江）、冷泉公裕（吉松）、山下勝也（旗本笹村）、鈴木皓介（旗本岸）、萩原竹夫（旗本市川） |
| 24   | 3月12日        | 女狐獄門旅         | 高橋二三 | 山田達雄   | 三条泰子（夜桜おもん）、天野新士（前田伊織）、武藤英司（備前屋）、松本朝夫（篠原丹波）、沖田駿一（佐々木）、八木隆（キズ鉄）、西国茂夫（立花屋）、福岡正剛（上州屋）、岸井あや子（神さん）、伊尾正子（お春）、槇ひろ子（神さん）、平松慎吾（与作）、井上裕季子（おちよ）、星一（番頭）             |
| 25   | 3月19日        | 地獄の底で笑う奴   | 内田弘三 | 山崎大助   | 神田隆（林田主膳）、瀬川新蔵（利三郎）、稲吉靖司（仙太）、南原美佐保（お蓮）、長続小夜子（おてる）、西田昭市（黒川勘兵衛）、林孝一（庄兵衛）、大木正司（倉田）、石間健史（定八）、福原秀雄（吉五郎）、高橋和枝（おとよ）、八代康二（名倉典堂）、笹入舟作（留蔵）、星一（若い者）、坂俊一（若い者） |
| 26   | 3月26日        | 江戸で一番いい男   | 東條正年 | 山崎大助   | 御木本伸介（仙太郎）、宗方勝巳（杉村大二郎）、沢かをり（八重）、加賀邦男（越前屋）、森幹太（清水）、細川俊夫（杉村佐兵衛）、山本昌平（佐吉）、小倉靖子（志乃）、鳥居美映子（みね）、若林哲行（仁平）、久遠利三（久造）                                                                             |

## 主題歌
- 「江戸っ子だい」（作詞：山上路夫、作曲：吉田正、編曲：寺岡真三、歌：橋幸夫）

## CSチャンネルでの再放送
- 2014年4月 - 時代劇専門チャンネル
- 2016年5月 - 時代劇専門チャンネル

## 前後番組
| 東京12チャンネル 水曜21時枠 | 東京12チャンネル 水曜21時枠 | 東京12チャンネル 水曜21時枠 |
| 前番組                      | 番組名                      | 次番組                      |
| --------------------------- | --------------------------- | --------------------------- |
| 日本名作怪談劇場            | そば屋梅吉捕物帳            | 斬り捨て御免!(第1部)        |